# Listy do M. 5
Listy do M. 5 – polska komedia romantyczna z 2022 roku, której reżyserem jest Łukasz Jaworski. W zakresie pojedynczych wątków jest ona kontynuacją filmu Listy do M. 4 w reżyserii Patricka Yoki z 2020 roku.
Premiera filmu odbyła się 4 listopada 2022.

## Obsada
- Tomasz Karolak – Melchior „Mel Gibson”[5][6]
- Piotr Adamczyk – Szczepan Lisiecki
- Agnieszka Dygant – Karina Lisiecka
- Wojciech Malajkat – Wojciech Kamiński
- Janusz Chabior – Lucek
- Maria Dębska – Majka[7]
- Aleksandra Popławska – Anna[7]
- Mateusz Banasiuk – Przemek[7]
- Bartłomiej Kotschedoff – Damian
- Marianna Zydek – Lena
- Jan Peszek – wuj Maurycy
- Kosma Press – Pawełek[7]
- Stanisława Celińska – Stasia
- Violetta Arlak – Natalia
- Jacek Borusiński – „Pataszon”
- Michał Czernecki – Łukasz
- Artur Janusiak – Michał
- Wojciech Kalarus – Rafał
- Jakub Kamieński – Albin
- Aleksandra Kisio – Bernadetta
- Katarzyna Kwiatkowska – Maryla
- Matylda Radosz – Amelka